# Ammophila laevigata
Ammophila laevigata es una especie de avispa del género Ammophila, familia Sphecidae.

## Taxonomía
Fue descrito por primera vez por el entomólogo Frederick Smith en 1856.